# Formaldehyd v textiliích
Formaldehyd (CH2O) se používá při některých speciálních úpravách textilií. 
Obsah formaldehydu vyšší než 0,15 % se musí na zboží zvlášť označovat.
Podle Öko-Tex Standard 100 se vyžaduje pro textilie nošené přímo na těle hodnota o 75 ppm pod tento limit a zboží pro kojence nesmí obsah CH2O překročit 20 ppm. Přímý styk s formaldehydem může vyvolat kontaktní alergie.
Podle seznamu Mezních hraničních hodnot (TLV) je formaldehyd na základě pokusů se zvířaty označen jako rakovinotvorná látka.
Vliv formaldehydu v textiliích na onemocnění lidského organizmu rakovinou nebyl sice dosud v žádné z dosavadních epidemiologických studií dokázán, jeho použití při zušlechťování textilií je však značně omezováno.
Při moderních úpravách snadné údržby textilií se např. ke snížení sráživosti a zlepšení tvarové stálosti (namísto formaldehydu) používají heterocyklické umělé pryskyřice.